# Höngg
Höngg (toponimo tedesco) è un quartiere di Zurigo di 21 826 abitanti, nel distretto 9.

## Geografia fisica
Si trova tra il fiume Limmat a sud e i monti Käferberg e Waidberg a nord.

## Storia

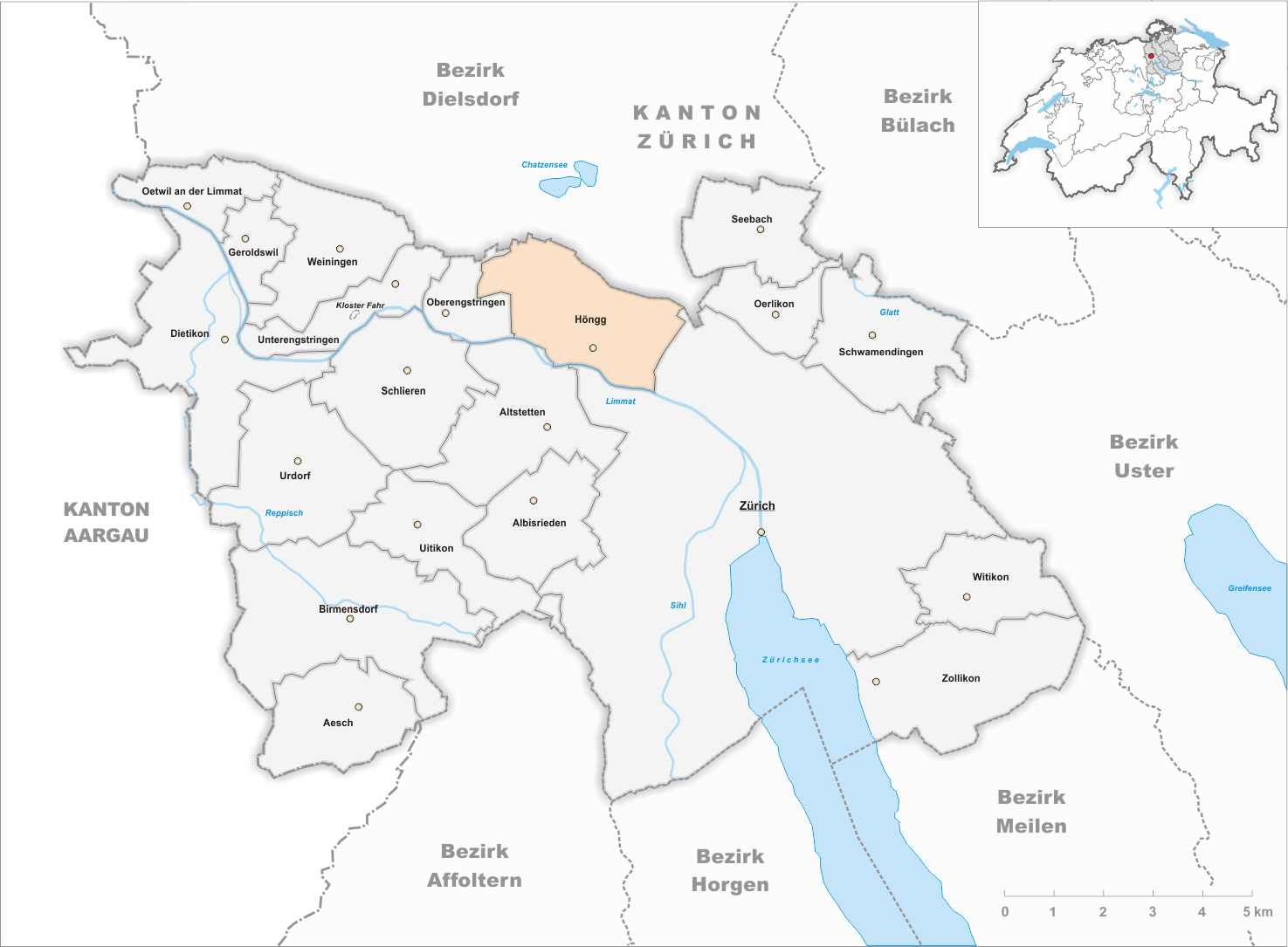
Il territorio del comune di Höngg prima degli accorpamenti comunali del 1934

Già comune autonomo che comprendeva anche la frazione di Rütihof, nel 1934 è stato accorpato al comune di Zurigo assieme agli altri comuni soppressi di Affoltern, Albisrieden, Altstetten, Oerlikon, Schwamendingen, Seebach e Witikon. Dopo l'incorporazione formò, assieme a Wipkingen, il distretto 10.

## Monumenti e luoghi d'interesse

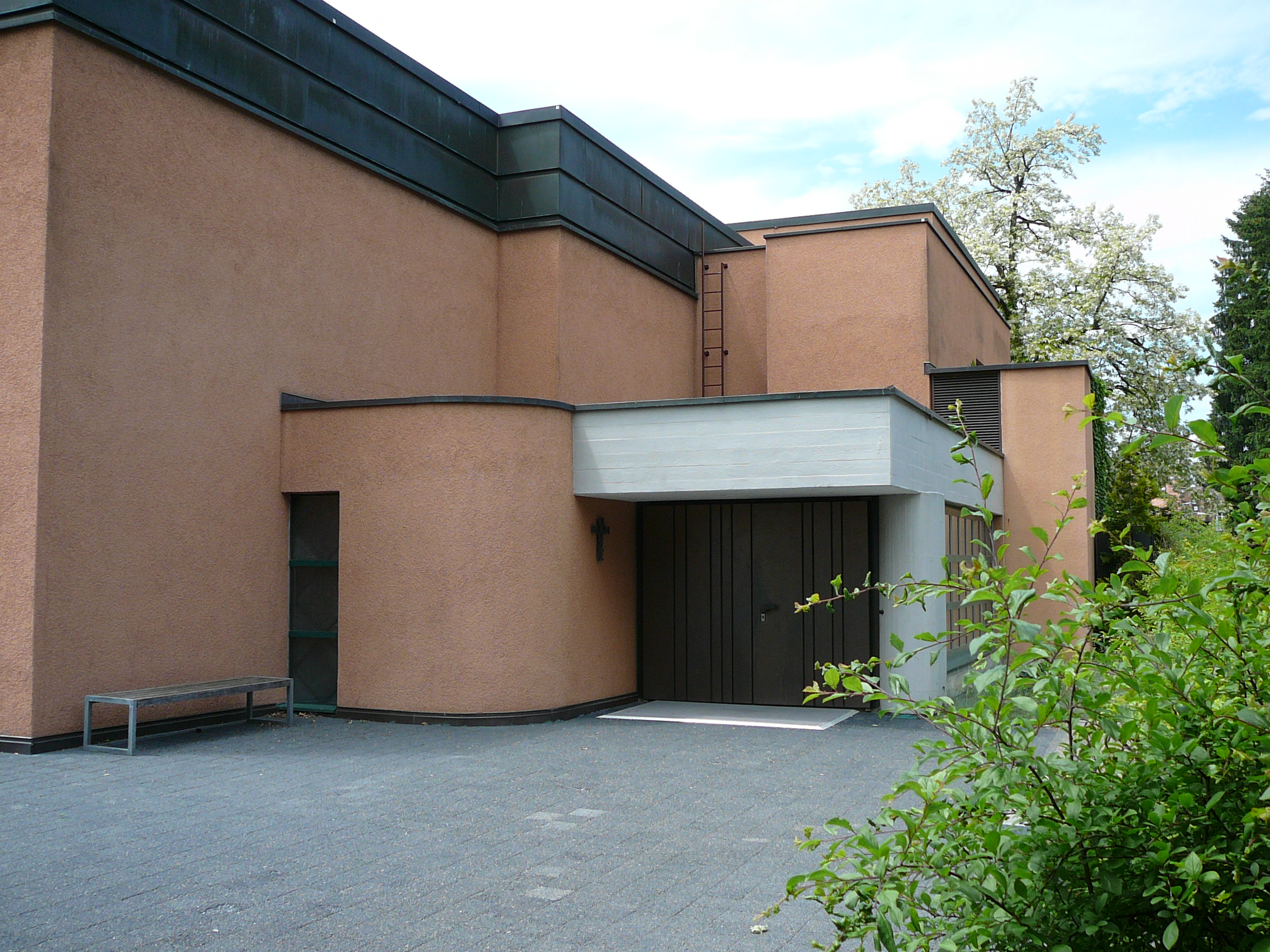
La chiesa dello Spirito Santo

- Chiesa riformata (già di San Maurizio), eretta nell'VIII secolo e ricostruita nel 1703 e nel 1863[1];
- Chiesa cattolica dello Spirito Santo, eretta nel 1940[1] e ricostruita nel 1971-1973[senza fonte].

## Società

### Evoluzione demografica
L'evoluzione demografica è riportata nella seguente tabella:
Abitanti censiti

## Cultura

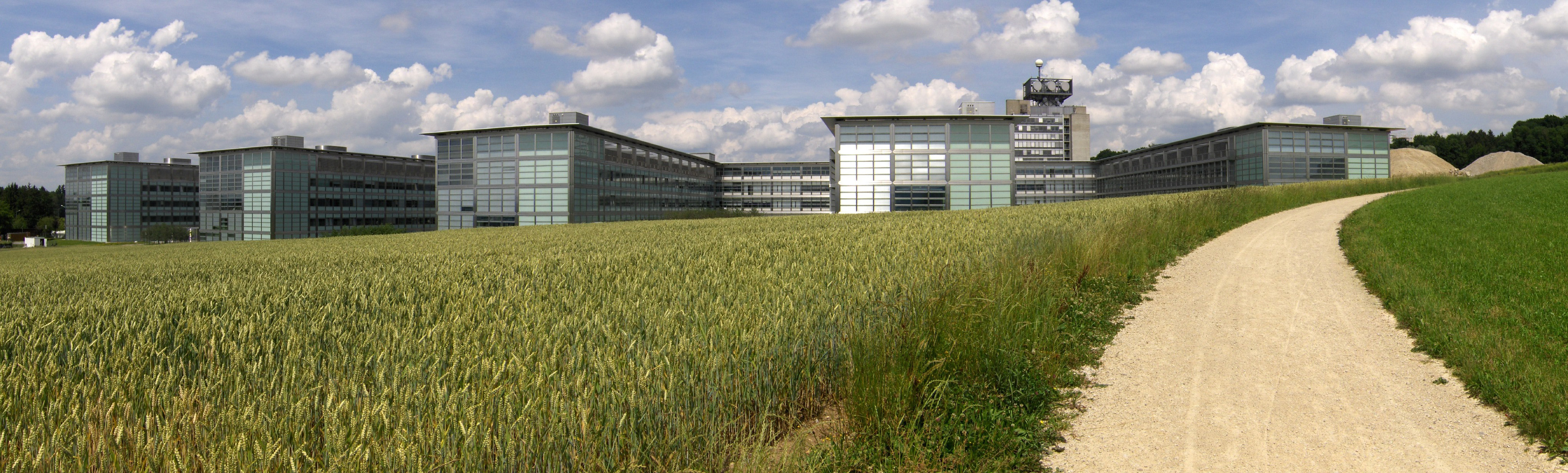
Il campus del Politecnico federale di Zurigo

Dal 1973 a Höngg ha sede un campus del Politecnico federale di Zurigo.

## Geografia antropica
Grazie alla sua posizione con vista sul centro della città, il Lago di Zurigo e la valle della Limmat, Höngg è uno dei più amati quartieri residenziali di Zurigo. Un punto centrale del quartiere è Meierhofplatz, ove si incontrano tutte le linee dei trasporti pubblici cittadini che servono il quartiere.

## Amministrazione
Ogni famiglia originaria del luogo fa parte del cosiddetto comune patriziale e ha la responsabilità della manutenzione di ogni bene ricadente all'interno dei confini del comune.